# Vela ai Giochi della XXXII Olimpiade - Nacra 17

## Le gare
Le gare di vela della classe Nacra 17 mista valide per la XXXII Olimpiade si sono svolte dal 28 luglio al 3 agosto 2021 presso l'isola di Enoshima. Hanno partecipato alla competizione 20 equipaggi.
I punti sono stati assegnati in base alle posizioni finali in ciascuna regata (1 al primo, 2 al secondo etc.). Sono stati considerati i migliori 11 punteggi delle dodici regate di qualificazione, e ciascun equipaggio ha potuto scartare il punteggio più alto. I 10 equipaggi con il punteggio più basso gareggiano in un'ultima regata, chiamata "Medal Race" in cui il punteggio vale doppio e va a sommarsi a quello delle 11 regate di qualificazione.
In caso di squalifica, o di mancata partenza per una regata, all'equipaggio venivano assegnati 21 punti per quella regata ovvero uno in più di quanti ne avrebbe avuto se si fosse classificato ultimo.

## Calendario
Tutti gli orari sono Japan Standard Time (UTC+9)
| Data                      | Ora   | Turno            |
| ------------------------- | ----- | ---------------- |
| Mercoledì, 28 luglio 2021 | 14:35 | Race 1, 2 e 3    |
| Giovedì, 29 luglio 2021   | 15:05 | Race 4, 5 e 6    |
| Sabato, 31 luglio 2021    | 12:05 | Race 7, 8 e 9    |
| Domenica, 1º agosto 2021  | 15:20 | Race 10, 11 e 12 |
| Martedì, 3 agosto 2021    | 15:33 | Medal Race       |

## Risultati
| Pos. | Equipaggio                                            | Race   | Race | Race | Race | Race | Race   | Race | Race | Race | Race   | Race | Race | Race | Punti | Punti |
| Pos. | Equipaggio                                            | 1      | 2    | 3    | 4    | 5    | 6      | 7    | 8    | 9    | 10     | 11   | 12   | M    | Tot   | Net   |
| ---- | ----------------------------------------------------- | ------ | ---- | ---- | ---- | ---- | ------ | ---- | ---- | ---- | ------ | ---- | ---- | ---- | ----- | ----- |
|      | Ruggero Tita / Caterina Banti                         | 1      | 3    | 1    | 2    | 5    | 1      | 8    | 3    | 2    | 2      | 1    | 2    | 12   | 43    | 35    |
|      | John Gimson / Anna Burnet                             | 7      | 5    | 2    | 1    | 1    | 2      | 5    | 10   | 1    | 5      | 2    | 4    | 10   | 55    | 45    |
|      | Paul Kohlhoff / Alica Stuhlemmer                      | 5      | 1    | 7    | 3    | 3    | 11     | 3    | 2    | 8    | 3      | 6    | 6    | 16   | 74    | 63    |
| 4    | Lin Cenholt / Christian Lubeck                        | 8      | 8    | 10   | 7    | 2    | 4      | 13   | 11   | 11   | 1      | 3    | 1    | 4    | 81    | 68    |
| 5    | Jason Waterhouse / Lisa Darmanin                      | 2      | 11   | 4    | 4    | 7    | 8      | 1    | 5    | 4    | 6      | 5    | 8    | 18   | 83    | 72    |
| 6    | Tara Pacheco van Rijnsoever / Florian Trittel Paul    | 4      | 6    | 6    | 10   | 6    | 3      | 7    | 1    | 7    | 9      | 13   | 3    | 14   | 89    | 76    |
| 7    | Santiago Raul Lange / Cecilia Carranza Saroli         | 6      | 2    | 5    | 8    | 4    | 6      | 6    | 14   | 10   | 8      | 11   | 9    | 2    | 91    | 77    |
| 8    | Quentin Delapierre / Manon Audinet                    | 18     | 4    | 3    | 5    | 9    | 7      | 10   | 4    | 13   | 7      | 7    | 7    | 8    | 102   | 84    |
| 9    | Riley Gibbs / Anna Weis                               | 9      | 7    | 12   | 6    | 11   | 13     | 9    | 12   | 5    | 13     | 4    | 5    | 6    | 112   | 99    |
| 10   | Samuel Albrecht / Gabriela Nicolino                   | 10     | 14   | 9    | 9    | 10   | 10     | 2    | 7    | 6    | 18     | 10   | 10   | 20   | 135   | 117   |
| 11   | Thomas Zajac / Barbara Matz                           | 3      | 10   | 8    | 14   | 13   | 5      | 12   | 13   | 9    | 4      | 12   | 11   | -    | 114   | 100   |
| 12   | Micah Wilkinson / Erica Dawson                        | 11     | 12   | 13   | 11   | 8    | 12     | 15   | 9    | 18   | 17     | 8    | 14   | -    | 148   | 130   |
| 13   | Sinem Kurtbay / Akseli Keskinen                       | 16     | 9    | 19   | 13   | 14   | 9      | 18   | 8    | 12   | 11     | 9    | 12   | -    | 150   | 131   |
| 14   | Emil Jarudd / Cecilia Jonsson                         | 17     | 13   | 11   | 16   | 12   | 14     | 19   | 16   | 3    | 10     | 16   | 16   | -    | 163   | 144   |
| 15   | Shibuki Iitsuka / Eri Hatayama                        | 12     | 18   | 15   | 12   | 15   | 16     | 14   | 6    | 14   | 19     | 15   | 13   | -    | 169   | 150   |
| 16   | Xuezhe Yang / Xiaoxiao Hu                             | 13     | 19   | 14   | 15   | 16   | 15     | 16   | 20   | 16   | 14     | 14   | 15   | -    | 187   | 167   |
| 17   | Enrique Figueroa Suarez / Gretchen Ortiz Pacheco      | 15     | 16   | 16   | 18   | 18   | 19     | 4    | 17   | 19   | 15     | 18   | 18   | -    | 193   | 174   |
| 18   | Pablo Defazio Abella / Dominique Knuppel Artagavetya  | 21 DSQ | 15   | 17   | 17   | 17   | 17     | 11   | 18   | 15   | 16     | 17   | 19   | -    | 200   | 179   |
| 19   | Nicholas Fadler Martinsen / Martine Steller Mortensen | 14     | 17   | 18   | 19   | 19   | 18     | 17   | 15   | 17   | 12     | 19   | 17   | -    | 202   | 183   |
| 20   | Mehdi Gharbi / Rania Rahali                           | 19     | 20   | 20   | 20   | 20   | 21 DNF | 20   | 19   | 20   | 21 DNF | 20   | 20   | -    | 240   | 219   |